# ديفيد ماكجريجور
ديفيد ماكجريجور (بالإنجليزية: David MacGregor)‏ هو لاعب كرة قدم بريطاني في مركزي ظهير ‏ والدفاع، ولد في 9 يونيو 1981 في غرينوك في المملكة المتحدة. لعب مع نادي غرينوك مورتون.

## وصلات خارجية
- ديفيد ماكجريجور على موقع قاعدة بيانات كرة القدم.إي يو (الإنجليزية)
- ديفيد ماكجريجور على موقع Soccerbase.com (لاعب) (الإنجليزية)